# جاك تورنر (لاعب كرة قدم)
جاك تورنر (بالإنجليزية: Jack Turner)‏ (17 سبتمبر 1992 في المملكة المتحدة - ) هو لاعب كرة قدم بريطاني في مركز حراسة المرمى. لعب مع Staines Town F.C. ‏ وإيه أف سي ويمبلدون.

## وصلات خارجية
- جاك تورنر على موقع قاعدة بيانات كرة القدم.إي يو (الإنجليزية)
- جاك تورنر على موقع Soccerway.com (الإنجليزية)